# تشو يفيان
تشو يفيان (بالصينية: 祝一帆) هو لاعب كرة قدم صيني في مركز الوسط، ولد في 1 مارس 1988 في بكين في الصين. شارك مع منتخب الصين تحت 17 سنة لكرة القدم. أما مع النوادي، فقد لعب مع نادي بكين سينوبو غوان ونادي تشانغتشون ياتاي ونادي هينان جيانيي.

## وصلات خارجية
- تشو يفيان على موقع قاعدة بيانات كرة القدم.إي يو (الإنجليزية)
- تشو يفيان على موقع Soccerway.com (الإنجليزية)
- تشو يفيان على موقع عالم كرة القدم.نت (الإنجليزية)